# Poecilobrium
Poecilobrium is een kevergeslacht uit de familie van de boktorren (Cerambycidae). De wetenschappelijke naam van het geslacht werd voor het eerst geldig gepubliceerd in 1883 door Horn in LeConte & Horn.

## Soorten
Poecilobrium is monotypisch en omvat slechts de volgende soort:
- Poecilobrium chalybaeum (LeConte, 1873)